# Moitessieria lineolata
Moitessieria lineolata é uma espécie de gastrópode  da família Hydrobiidae.
É endémica de França.